# Floribundaria capilliramea
Floribundaria capilliramea là một loài Rêu trong họ Meteoriaceae. Loài này được (Müll. Hal.) M. Fleisch. mô tả khoa học đầu tiên năm 1902.